# Incidentes de Taba y Nuweiba de 2023
Los incidentes de Taba y Nuweiba ocurrieron el 19 y 27 de octubre de 2023, en el contexto de la guerra israelí-palestina, los hutíes del Yemen quisieron atacar a posiciones de las Fuerzas de Defensa de Israel (FDI) en la Franja de Gaza, pero dichos misiles cayeron en urbes egipcias, terminado por afectar a dicho país.

## Antecedentes
Después del estallido de la guerra entre Israel y Hamás de 2023, los grupos militantes respaldados por Irán en todo el Medio Oriente, incluidos los hutíes en Yemen al sureste de la península arábiga, expresaron su apoyo a los palestinos y amenazaron con atacar a Israel. En la capital yemení Saná, controlado por los hutíes, los manifestantes ondearon banderas palestinas y yemeníes. El lema del movimiento hutí es "Dios es el más grande; muerte a Estados Unidos; muerte a Israel; maldición de los judíos; victoria para el Islam". El líder hutí, Abdul-Malik al-Houthi, advirtió a Estados Unidos contra la intervención, amenazando con represalias con drones y misiles.

## Ataques
El 19 de octubre de 2023, el buque de guerra USS Carney de la Armada estadounidense derribó tres misiles de crucero de ataque terrestre y varios drones que se dirigían hacia Israel lanzados por los hutíes en Yemen. El derribo representó las primeras acciones del ejército estadounidense para defender a Israel desde el estallido de la guerra. Más tarde se informó que el barco derribó un total de cuatro misiles de crucero y 15 drones.
El 27 de octubre de 2023, dos drones fueron disparados en dirección norte desde el sur del Mar Rojo. Según funcionarios de las FDI, su objetivo era Israel, pero no cruzaron la frontera desde Egipto. De los dos drones, uno se quedó corto e impactó en un edificio adyacente a un hospital en Taba, Egipto, hiriendo a seis; el otro fue derribado con los escombros cerca de una planta eléctrica en una zona desértica cerca de la ciudad de Nuweiba, Egipto. Más tarde, un funcionario hutí hizo una publicación de una sola palabra en Twitter después de que el dron se estrellara en Taba, mencionando la cercana ciudad israelí de "Eilat".

## Respuesta
En un discurso en una exposición manufacturera después del incidente, el presidente egipcio Abdel Fattah al-Sisi instó a todas las partes en la guerra a respetar la soberanía de Egipto y enfatizó que el ejército egipcio podía proteger al país en caso de que ocurriera más ataques.